# April Bowlby
April Michelle Bowlby (Vallejo (Californië), 30 juli 1980) is een Amerikaanse actrice. Ze is bekend geworden door haar personages Stacy Barrett in de dramaserie Drop Dead Diva en Kandi Harper, de tweede (ex-)vrouw van Alan in de sitcom Two and a Half Men.

## Biografie
Bowlby is geboren in Vallejo, Californië. Als kind verhuisde ze naar Manteca. Op het Moorpark College studeerde ze ballet, Frans en mariene biologie. Voordat ze begon met acteren had Bowlby een modellencarrière. Nadat ze drama had gestudeerd met acteercoach Ivana Chubbuck kreeg ze een rol aangeboden in de sitcom Two and a Half Men als Kandi.